# Bassus mesoxantha
Bassus mesoxantha är en stekelart som först beskrevs av Szepligeti 1913.  Bassus mesoxantha ingår i släktet Bassus och familjen bracksteklar. Inga underarter finns listade.